# Ополе-Гротовице
Ополе-Гротовице (пол. Opole Grotowice) — остановочный пункт в городе Ополе, в Опольском воеводстве Польши. Имеет 2 платформы и 2 пути.
Остановочный пункт на железнодорожной линии Кендзежин-Козле — Ополе, построен 1 июня 1975 года.